# Palm Springs Art Museum
Das Palm Springs Art Museum, welches 1982 aus dem Palm Springs Desert Museum entstanden ist, ist das regionale Museum für Kunst, Naturwissenschaften und Darstellende Künste und die wichtigste Museumseinrichtung für die Stadt Palm Springs und das Coachella Valley im Riverside County in Kalifornien, USA.

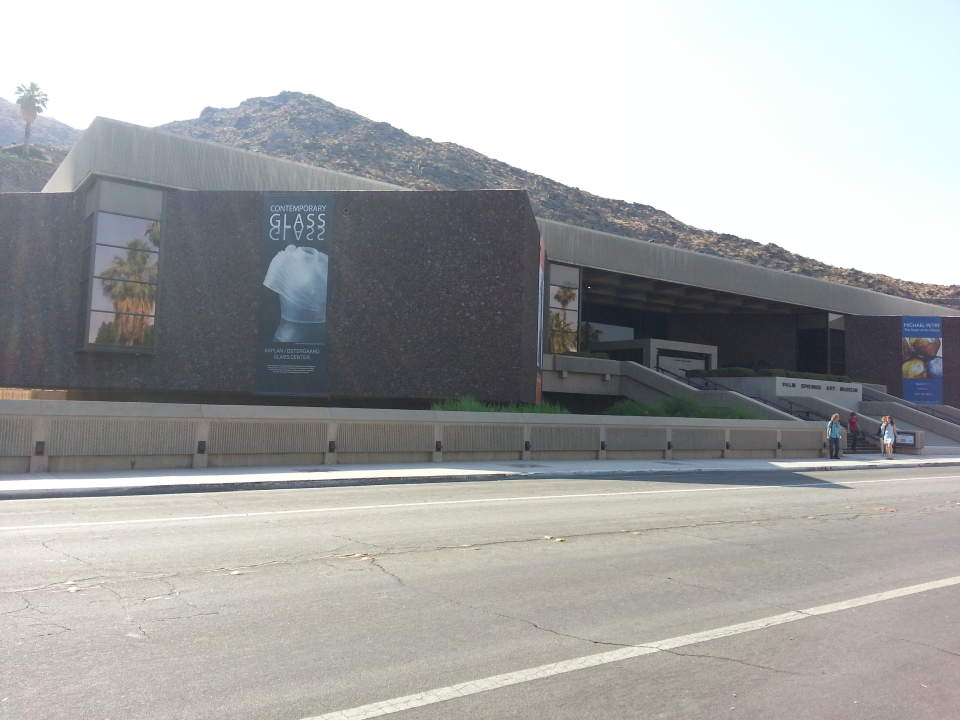
Palm Springs Art Museum im Juli 2012

## Geschichte
Im Jahre 1938 wurde das Palm Springs Desert Museum in der heutigen Innenstadt von Palm Springs eingerichtet. Es befasste sich vornehmlich mit der Darstellung der Colorado-Wüste im Südwesten der USA und der Kultur der indianischen Bevölkerung, die hier vor dem Kontakt mit den Europäern lebten, beispielsweise den Cahuilla. Nach dem Zweiten Weltkrieg fand das Museum einen neuen Platz in einem ehemaligen Lazarett. 1952 wurden dem Museum eine naturwissenschaftliche Freilandausstellung und ein Botanischer Garten angeschlossen.
Für die Abteilung Bildende Kunst wurden dem Museum 1958 930 m² Ausstellungsfläche zur Verfügung gestellt und 1962 erhielt das Museum einen Vortragssaal und weitere Räume für Ausstellungen mit zeitgenössischer Kunst. 1976 wurde ein dritter Platz für ein erweitertes Museums mit 7000 m² Fläche und einem Saal mit über 400 Sitzplätzen, dem Annenberg-Theatre, gefunden, das 1982 um einen Flügel vergrößert wurde. Seit dieser Zeit heißt das Museum Palm Springs Art Museum. Im Herbst 2014 hat das Museum der architektonischen Stilrichtung „Desert Modernism“ ein eigenes „Architecture and Design Center“ gewidmet; es eröffnete am 9. November 2014 im „Edwards Harris Pavilion“, einer ehemaligen Niederlassung der „Santa Fe Federal Savings & Loan“.

## Palm Springs Art Museum, Palm Desert Satellite
Seit März 2012 besitzt das Palm Springs Art Museum eine Abteilung in der Nachbarstadt Palm Desert. Die Eröffnungsausstellung trug den Titel: Rodin to Now - Modern Sculpture.

## Ausstellungen
- 2007: Enrique Chagoya: borderlandia.
- 2008: Julius Shulman und Jürgen Nogai: Palm Springs.
- 2009: Robert Mapplethorpe: Portraits.
- 2011: Steel and Shade: The Architecture of Donald Wexler.
- 2011/2012: Night and Day: The Paintings of Lockwood de Forest.
- 2011/2012: Andrew Wyeth in Perspective.
- 2012: Michael Petry: The Touch of the Oracle.
- 2012: Backyard Oasis: The Swimming Pool in Southern California 1945-1982.[2]
- 2013: Robert Rauschenberg at Gemini.
- 2013: Made in USA - From Abstract Expressionists to Color Field Painters.
- 2013: Roger Ballen Photography.
- 2013: California Dreaming: Thirty Years of Collecting.
- 2014/2015: A Grand Adventure: American Art of the West.
- 2015: Ai Weiweis Circle of Animals/Zodiac Heads: Gold, konzipiert nach den chinesischen Tierkreiszeichen, die von Giuseppe Castiglione (1688–1766) für den Alten Sommerpalast Yuanming Yuan bei Peking entworfen wurden.
- 2015/2016: Reflections on Water.
- 2016: Bauhaus twenty – 21: An Ongoing Legacy. Photographs by Gordon Watkinson.

## Ausgestellte Werke
- Apart IX: Aus Metallblöcken gestaltete Figur aus dem Jahre 2002 des britischen Künstlers Antony Gormley.